# 1267 Geertruida
1267 Geertruida је астероид главног астероидног појаса. Приближан пречник астероида је 23,41 ,
а средња удаљеност астероида од Сунца износи 2,467 астрономских јединица (АЈ).
Инклинација (нагиб) орбите у односу на раван еклиптике је 4,785 степени, а орбитални период износи 1416,127 дана (3,877 године). Ексцентрицитет орбите астероида износи 0,179.
Апсолутна магнитуда астероида износи 12,10 а геометријски албедо 0,046.
Астероид је откривен 23. априла 1930. године.